# Yalobusha County
Yalobusha County ist ein County im US-Bundesstaat Mississippi. Das U.S. Census Bureau hat bei der Volkszählung 2020 eine Einwohnerzahl von 12.481 ermittelt.
Die Verwaltungssitze (County Seats) sind Water Valley und Coffeeville. Das Yalobusha County gehört damit zu den zehn Countys in Mississippi, das zwei County-Verwaltungen hat.

## Geographie
Das County liegt im mittleren Norden von Mississippi und hat eine Fläche von 1282 Quadratkilometern, wovon 72 Quadratkilometer Wasserfläche sind. Es grenzt an folgende Countys:
| Panola County       |                | Lafayette County |
| Tallahatchie County |                | Calhoun County   |
|                     | Grenada County |                  |

## Geschichte
Das Yalobusha County wurde am 23. Dezember 1833 aus Teilen des Choctaw-Landes gebildet. Benannt wurde es nach dem hier verlaufenden Yalobusha River.
Zwei Orte im County sind im National Register of Historic Places eingetragen (Stand 3. Februar 2018).

## Demografische Daten

Alterspyramide des Yalobusha Countys (Stand: 2000)

Nach der Volkszählung im Jahr 2000 lebten im Yalobusha County 13.051 Menschen in 5260 Haushalten und 3597 Familien. Die Bevölkerungsdichte betrug 11 Personen pro Quadratkilometer. Ethnisch betrachtet setzte sich die Bevölkerung zusammen aus 60,46 Prozent Weißen, 38,66 Prozent Afroamerikanern, 0,21 Prozent amerikanischen Ureinwohnern, 0,08 Prozent Asiaten, 0,08 Prozent Bewohnern aus dem pazifischen Inselraum und 0,09 Prozent aus anderen ethnischen Gruppen; 0,41 Prozent stammten von zwei oder mehr Ethnien ab. 0,97 Prozent der Bevölkerung waren spanischer oder lateinamerikanischer Abstammung, die verschiedenen der genannten Gruppen angehörten.
Von den 5260 Haushalten hatten 29,7 Prozent Kinder unter 18 Jahren, die mit ihnen lebten. 46,6 Prozent waren verheiratete, zusammenlebende Paare, 17,6 Prozent waren allein erziehende Mütter und 31,6 Prozent waren keine Familien. 28,7 Prozent aller Haushalte waren Singlehaushalte und in 14,0 Prozent lebten Menschen im Alter von 65 Jahren oder darüber. Die durchschnittliche Haushaltsgröße lag bei 2,46 und die durchschnittliche Familiengröße bei 3,02 Personen.
25,6 Prozent der Bevölkerung war unter 18 Jahre alt, 8,9 Prozent zwischen 18 und 24, 26,1 Prozent zwischen 25 und 44, 23,8 Prozent zwischen 45 und 64 Jahre alt und 15,7 Prozent waren 65 Jahre oder älter. Das Durchschnittsalter betrug 38 Jahre. Auf 100 weibliche kamen statistisch 91,3 männliche Personen und auf 100 Frauen im Alter von 18 Jahren oder darüber kamen 86,2 Männer.

Das durchschnittliche Einkommen eines Haushaltes betrug 26.315 USD, das einer Familie 31.801 USD. Männer hatten ein durchschnittliches Einkommen von 27.009 USD, Frauen 20.236 USD. Das Pro-Kopf-Einkommen lag bei 14.953 USD. Etwa 19,5 Prozent der Familien und 21,8 Prozent der Bevölkerung lebten unterhalb der Armutsgrenze.

## Städte und Gemeinden
| - Coffeeville (County Seat) - Oakland - Scobey | - Tillatoba - Water Valley (County Seat) |